# ذي حمار (الصومعة)

تعديل مصدري - تعديل

ذي خير هي إحدى قرى عزلة ال الفروي  بمديرية الصومعة التابعة لمحافظة البيضاء، بلغ تعداد سكانها 95 نسمة حسب تعداد اليمن لعام 2004.